# Ричівська сторожа
Ричівська сторожа (пол. Strażnica Ryczów) — руїни обороної споруди поблизу села Ричів у гміні Оґродзенець Заверцянського повіту Сілезького воєводства в Польщі.    

## Історія
Відомо, що раніше існувало три села під назвою Ричів: Великий, Малий та Лісовий. Перша згадка про Ричів походить з 1388 року, але достеменно невідомо, про яке з цих сіл йшла мова. Лісовий Ричів також було згадано документ від 1416 року. Швидше всього, саме на його території наприкінці XIV століття було побудовано сторожу. Вважається, що її фундатором був Казимир Великий, а сама сторожа мала заповнити прогалину в оборонній системі замків на Краківсько-Ченстоховській височині. Ще у XV столітті сторожа функціонувала. 

## Архітектура
Сторожу було споруджено на важкодоступній скелі Сторожа. Ймовірно, це був будинок у формі вежі на чотирикутному плані розмірами 16  × 11 × 12,5 × 10 м.  
Вхід до нього здійснювався по дерев’яному мосту, який знаходився з східної сторони. Біля підніжжя скелі було невелике подвір’я з в'їздом із півночі.  
Окрім того сторожу оточував рів та земляний вал, проте до нашого часу збереглися фрагменти мурів та вал висотою близько 1,5 м. 

## Світлини

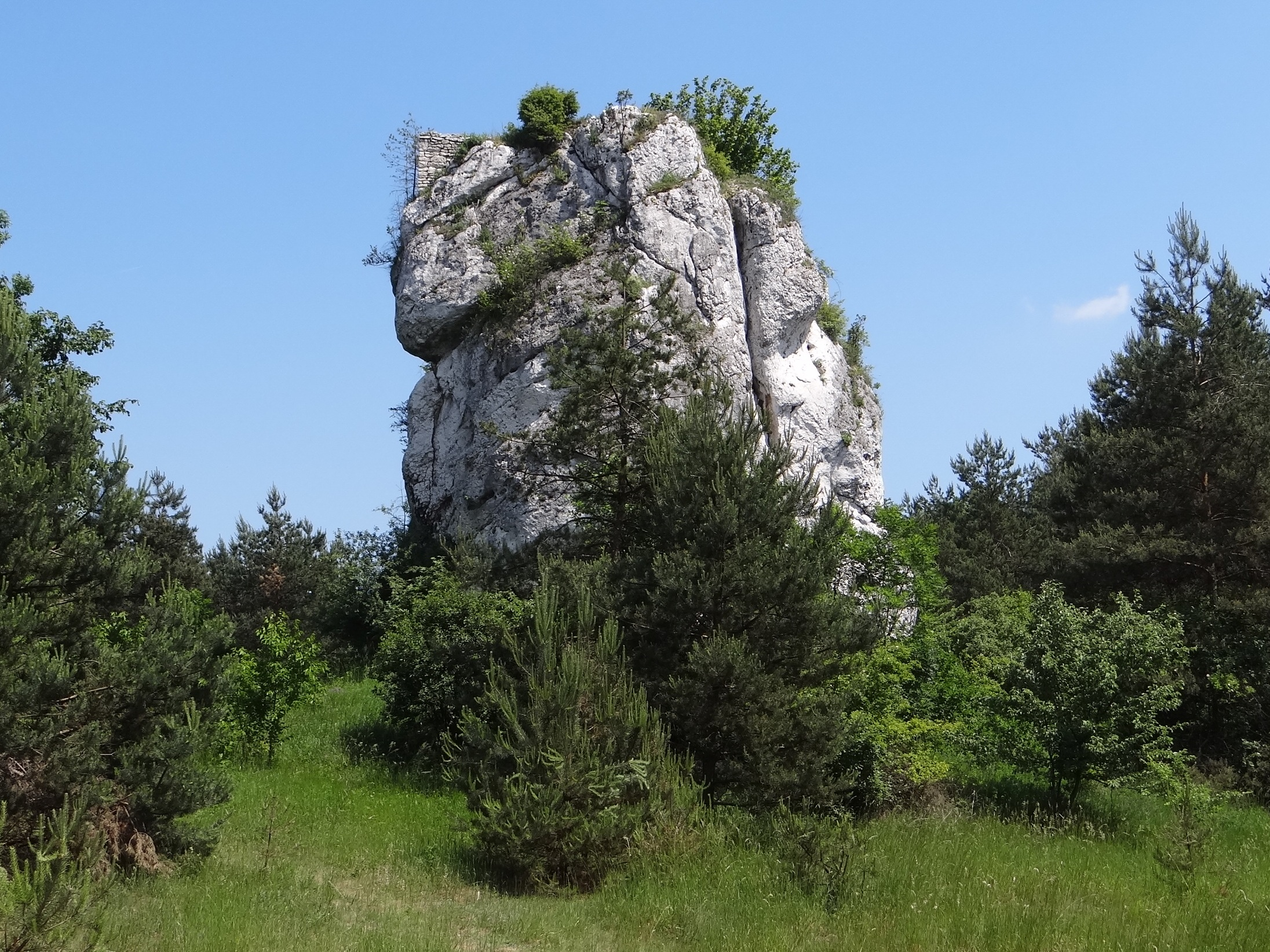
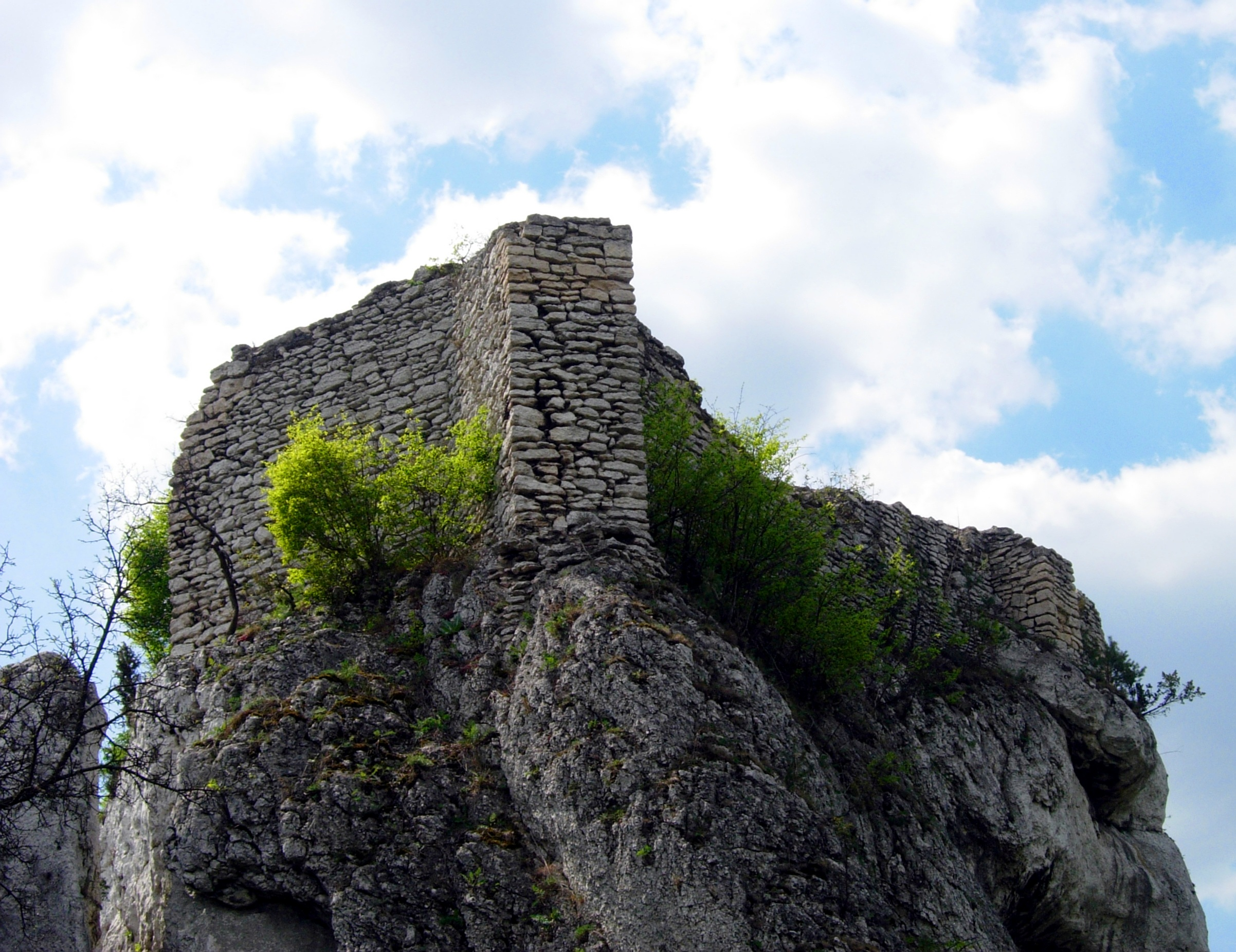
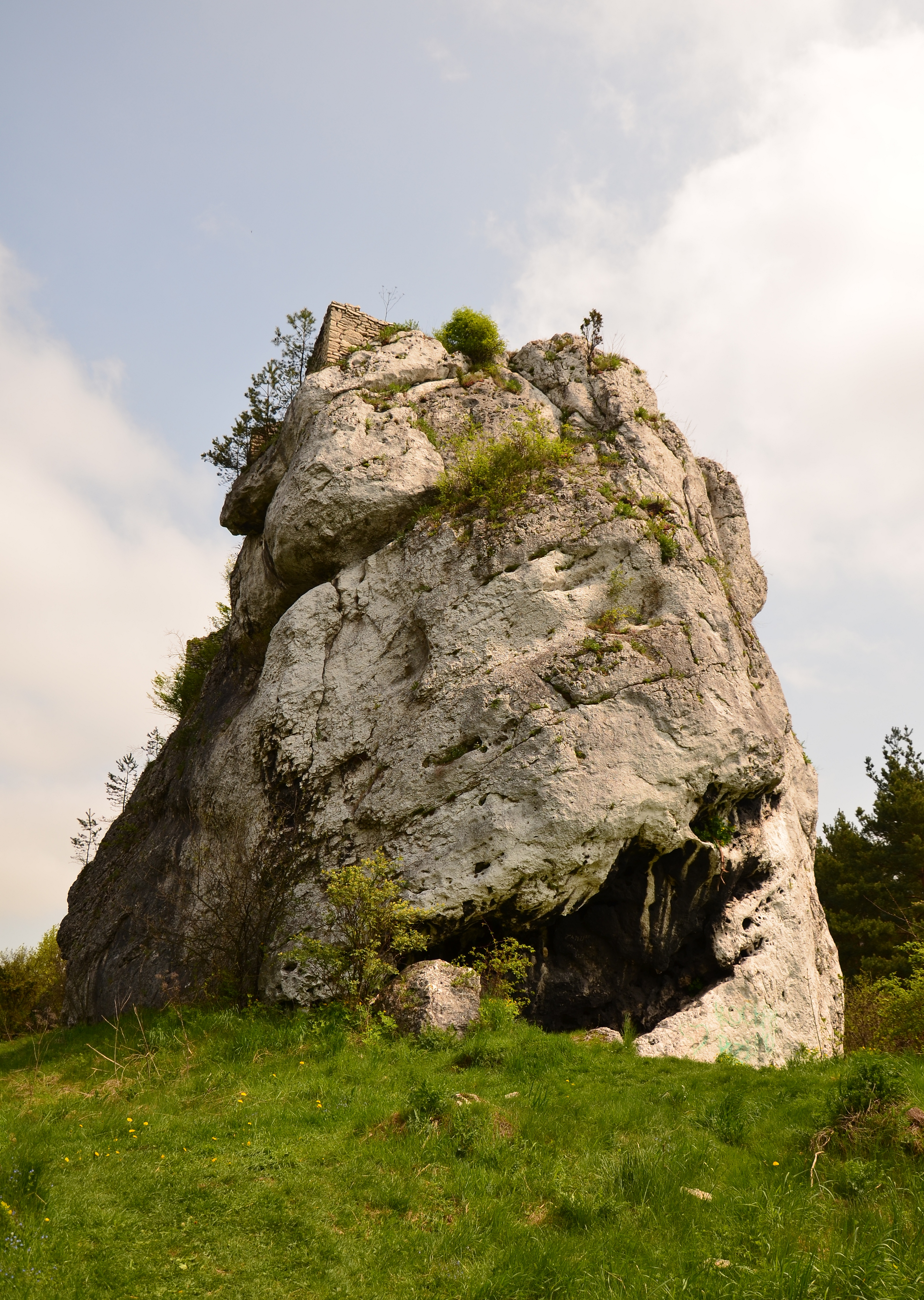
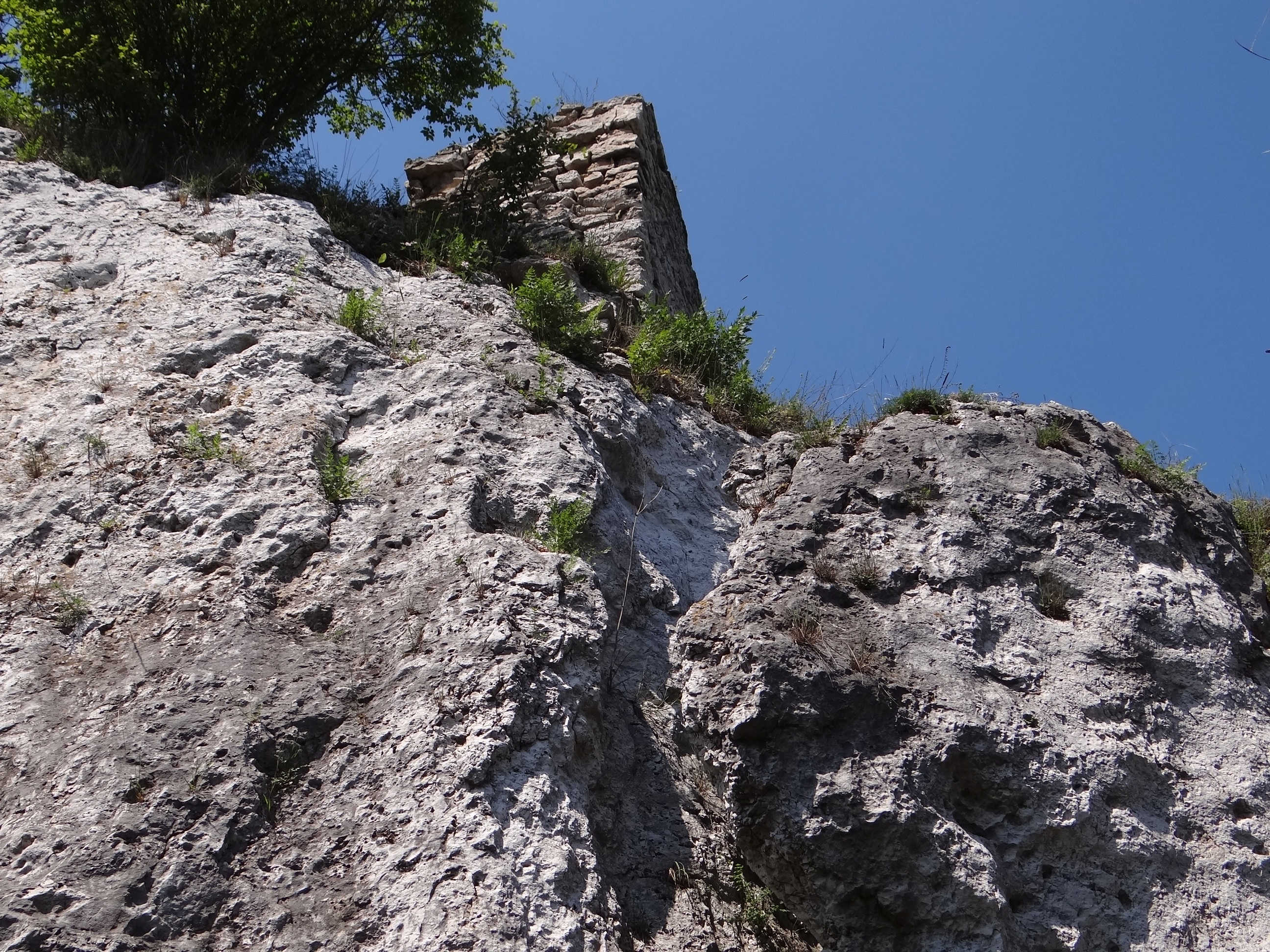
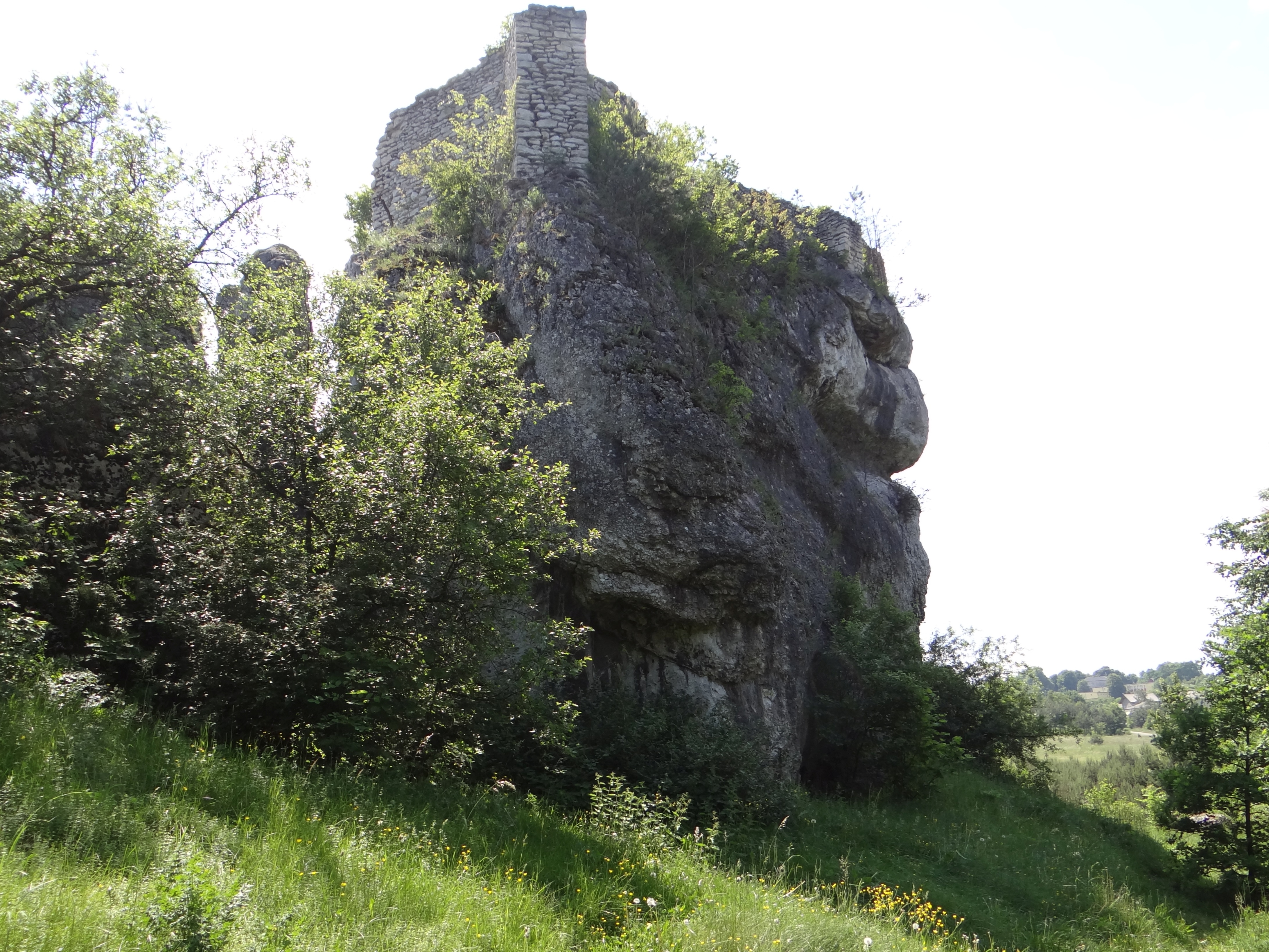